# アルバート・マントヴァーニ

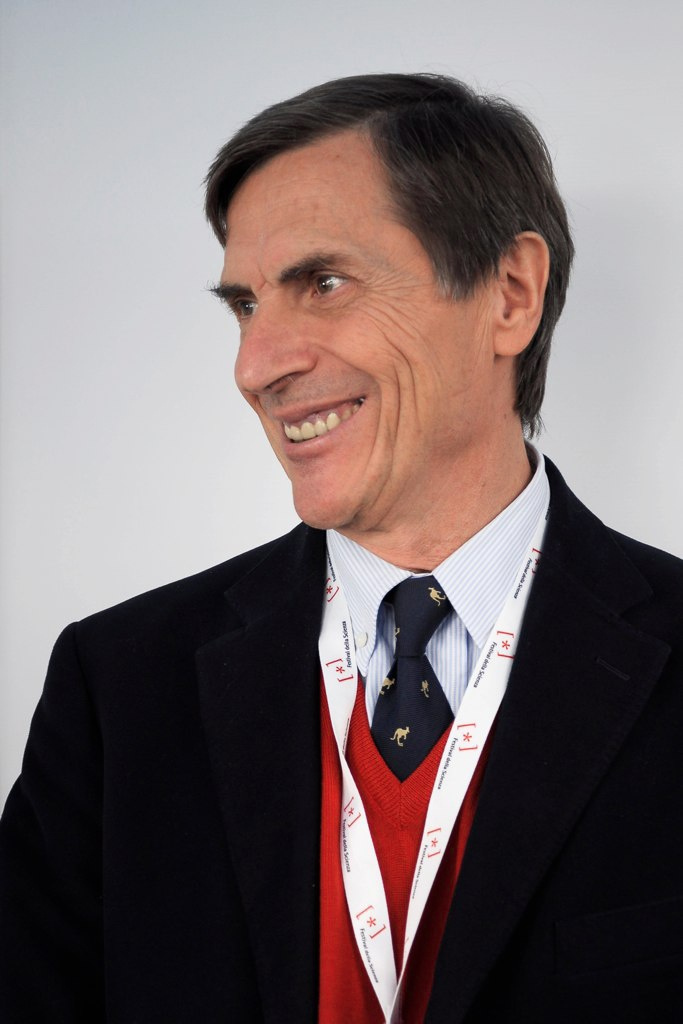
アルバート・マントヴァーニ(2011)

アルバート・マントヴァーニ（Alberto Mantovani、1948年10月29日 - ）はイタリアの医師、免疫学者。ミラノ大学病理学教授を経て、現在はミラノに所在するヒューマニタス大学病理学教授。ミラノ出身。2005年にはイタリア勲章(commendatore)、2016年にはロベルト・コッホ賞を授与された。イタリアで最も被引用回数の多い科学者であり、世界の免疫学者の中でもトップ10に入る。
免疫系が腫瘍を攻撃するのではなく、逆にその増殖や転移を助けていることを発見し、それに関わる因子を腫瘍関連マクロファージ(tumor-associated macrophages (TAMs))と名付けた。TAMsはまた、腫瘍の血管新生や組織再構築を促し、適応免疫を阻害し、抗癌治療にも影響を与えることが示されている。
1983年に炎症性マクロファージを活性化するケモカインとしてMCP1/CCL2を、また、1997年にはケモカインに対する抑制因子であるPTX3/TSG-14を同定し、がん免疫の鍵となりうる一連の経路を明らかにした。
さらに、彼の研究によって細胞シグナル上にはdecoy receptorが存在し、炎症性サイトカインの回収役として機能していることが明らかにされた。

## 受賞歴
- 1998 - Biotech Award, Amgen - Dompe' - Vector Securities International
- 2000 - Marie T. Bonazinga Award, Boston, USA
- 2004 - Guido Venosta Award, Italian Foundation for Cancer Research
- 2006 - European Immunology Award, European Immunology Societies
- 2007 - Galileo Galilei Prize for Research in Biomedical Sciences
- 2007 - PISO Award
- 2009 - William Harvey Medal, William Harvey Research Institute
- 2011 - IMID Award for Excellence in Immunology
- 2013 - Rusconi Lecture, Anna Villa e Felice Rusconi Foundation and University of Insubria
- 2014 - Rosa Camuna Prize, Lombardy Region
- 2014 - Barbara Baldacci Award, University of Bari
- 2015 - Milstein Award, International Cytokine and Interferon Society (ICIS)
- 2015 - Ferrari Soave Award, Academy of Sciences of Turin
- 2015 - The Albert Struyvenberg Medal, European Society of Clinical Investigation
- 2016 - OECI Oncology Prize, Organization of European Cancer Institutes
- 2016 - ロベルト・コッホ賞, Robert Koch Foundation
- 2016 - Merck Serono Literary Prize
- 2016 - Feltrinelli Prize, Lincean Academy